# Oxegen
 (mars 2023).
Si vous disposez d'ouvrages ou d'articles de référence ou si vous connaissez des sites web de qualité traitant du thème abordé ici, merci de compléter l'article en donnant les références utiles à sa vérifiabilité et en les liant à la section « Notes et références ».
Oxegen est un ancien festival de musique irlandais qui a eu lieu chaque année entre 2004 et 2013. D'abord nommé Witnness et parrainé par Guinness, il a été renommé Oxegen au moment de son parrainage par Heineken.
C'était le plus grand festival d'Irlande. Oxegen était à l'origine un festival de trois jours, mais en 2008 il a duré quatre jours. Il avait lieu en juillet à l'hippodrome de Punchestown (en) à Eadestown dans le Comté de Kildare et avait une participation moyenne d'environ 90 000 personnes par jour.
Des groupes tels que The Killers, Snow Patrol et R.E.M. se sont exprimés positivement sur leurs expériences au festival. Des célébrités ont souvent assisté au festival, parmi lesquelles les mannequins Helena Christensen et Glenda Gilson, une personnalité de la télévision américaine, Chris Pontius, l'acteur Josh Hartnett et Ronnie Wood des Rolling Stones. Cependant, Oxegen a également attiré quelque publicité négative, particulièrement après le festival 2006. Cela est imputable à des facteurs tels que l'âge d'admission - 17 ans - et un accès facile à l'alcool.
L'édition 2012 a été annulée et l'édition 2013 a été la dernière.